# Autoroute A 680
Die Autoroute A 680, auch als Bretelle de Verfeil bezeichnet, ist eine französische Autobahn die als Zubringer für Gragnague zur A 68 dient. Sie endet in Verfeil. Insgesamt hat die Autobahn eine Länge von 8,0 km. Die Strecke wurde am 5. November 1996 eröffnet.

## Streckenführung
| Position | Anzahl Fahrbahnen | höchste zulässige Geschwindigkeit | km | Typ | Abschnitt        | Breitengrad | Längengrad |
| -------- | ----------------- | --------------------------------- | -- | --- | ---------------- | ----------- | ---------- |
| 1        | 1                 | 90                                |    |     | A68              | 43.6866     | 1.5644     |
| 2        | 1                 | 90                                | 1  |     | Gragnague        | 43.6895     | 1.5711     |
| 3        | 1                 | 90                                | 8  |     | Fin d'Autoroute' | 43.6522     | 1.6402     |